# ALTRAN
ALTRAN era un'estensione di FORTRAN che aggiungeva a quest'ultimo l'algebra razionale, sviluppato da W.S. Brown ai Laboratori Bell, intorno al 1968.